# جیرجیرک لجن‌زار
جیرجیرک لجن‌زار (نام علمی: Sphagniana sphagnorum) نام یک گونه از تیره جیرجیرک‌های بیشه است.